# جيورجي مولر
جيورجي مولر (بالمجرية: Müller György)‏ هو سباح مجري، ولد في 6 مايو 1938 في Újpest ‏ في المجر، وتوفي في 13 فبراير 2003.

## روابط خارجية
- جيورجي مولر على موقع الاتحاد الدولي للسباحة (الإنجليزية)
- جيورجي مولر على موقع أوليمبيديا (الإنجليزية)